# Euphorbia chersina
Euphorbia chersina är en törelväxtart som beskrevs av Nicholas Edward Brown. Euphorbia chersina ingår i släktet törlar, och familjen törelväxter. Inga underarter finns listade i Catalogue of Life.